# Шнайдер, Макс
Максве́лл Джо́рдж Шна́йдер (анг. Maxwell George Schneider, более известный под псевдонимом MAX; род. 21 июня 1992, Вудсток, Нью-Йорк, США) — американский певец и автор песен, актёр и модель, подписавший контракт с Arista и Sony RED. В 2018 году сингл MAX « Lights Down Low » стал дважды платиновым в США, платиновым в Канаде, и золотым в Австралии.
Это привело к тому, что Макс был назван номинантом iHeart 2019 на звание «Лучший новый поп-исполнитель», а в 2020 году его сингл «Love Me Less» стал золотым в США и Канаде.

## Карьера
Шнайдер вырос в Вудстоке, штат Нью-Йорк. Он начал выступать в возрасте трех лет и получил своего первого агента в возрасте 14 лет. Шнайдер был дублером в бродвейском мюзикле 13, сыграв 4 роли в 2008 и 2009 годах, и был моделью с Мадонной для международной кампании Dolce & Gabbana. Он стал победителем YoungArts Theatre 2010 года.
В 2012 году Шнайдер вместе с Беном Чарльзом написал песню «Show You How to Do» для популярного диснеевского шоу Shake It Up.
Он изобразил Зандера в телесериале Nickelodeon How to Rock . Он также продал шоу песню «Last 1 Standing», написанную в соавторстве с Мэттом Вонгом и Клэр Деморест, которая представлена в 2 эпизодах сериала.
Шнайдер также снялся в оригинальном фильме Nickelodeon « Тряпки » в роли Чарли Принса, главной роли в фильме. В конце 2012 года Шнайдер поместил ещё одну песню с Коди Симпсоном для своего альбома Paradise под названием «Standing in China». Он выпустил свой дебютный расширенный спектакль под названием « Первые встречи» в 2010 году. В 2012 году он гастролировал с Викторией Джастис в рамках тура "Make It In America Tour".
В 2015 году Шнайдер выпустил альбом под названием NWL, который изначально планировался как EP под названием " The Nothing Without Love EP "; альбом финансировался за счет пожертвований через Kickstarter.  
Первый сингл с альбома под названием «Nothing Without Love» был выпущен 21 мая 2013 года вместе с видеоклипом на эту песню. «Mug Shot» — его первый сингл, выпущенный под названием MAX. С тех пор в музыкальном плане он стал называться MAX, потому что он «хочет, чтобы это имя было скорее средством для музыки».  В октябре 2014 года Шнайдер был показан в двух треках из дебютного альбома Hoodie Allen People Keep Talking.
19 февраля 2015 года было объявлено, что Шнайдер подписал контракт с DCD2 Records и будет выпускать новую музыку. В апреле 2015 года было объявлено, что Шнайдер является солистом новой соул-группы Witchita, созданной вместе с Тимом Армстронгом. Первый сингл группы "Mrs Magoo" был выпущен на лейбле Hellcat Records 21 апреля 2015 года.
В течение июня 2015 года Шнайдер гастролировал с Fall Out Boy, Wiz Khalifa и Hoodie Allen в рамках тура Boys of Zummer Tour. В июне 2016 года MAX был выбран «Артистом месяца» Элвиса Дюрана и был показан в шоу NBC Today, организованном Кэти Ли Гиффорд и Ходой Котб, и транслировался по всей стране, где он исполнил свой сингл «Gibberish».
В 2016 году MAX выпустили альбом Hell's Kitchen Angel с синглом « Lights Down Low », который получил двойные платиновые сертификаты в США и Канаде и «Young Pop-God» от GQ. В 2018 году Шнайдер выпустил совместную работу с Ноа Сайрусом под названием «Team».
Летом 2019 года новый сингл MAX « Love Me Less » с участием. Quinn XCII попал в топ-20 на Top 40 Radio. MAX был назван iHeart 2019 номинантом на звание «Лучший новый поп-исполнитель» и отмечен Billboard как начинающий артист номер один. С тех пор Love Me Less получил золотой сертификат в США и Канаде. За этим последовали выступления на Jimmy Kimmel Live!, на Today Show и в прямом эфире с Келли и Райаном.
В 2020 году MAX выпустил новый сингл с Хейли Киёко под названием «Missed Calls», и был показан на микстейпе D-2 корейского исполнителя Agust D, сольного псевдонима Шуги из южнокорейской группы BTS. Позже Шуга появился в песне MAX «Blueberry Eyes».
Альбом MAX Color Vision был выпущен 18 сентября 2020 года.

## Личная жизнь
Шнайдер вырос в Вудстоке, штат Нью-Йорк. Он был воспитан евреем. Его отец из еврейской семьи, а мать приняла иудаизм. Макс женился на Эмили Кэннон в здании суда 1 апреля 2016 года, а в декабре 2020 года у них родился ребёнок, дочь по имени Эди Селин.

## Дискография
- НВЛ (2015)
- Ангел адской кухни (2016)
- Цветное зрение[25] (2020)

## Фильмография
| фильм       | фильм                                                | фильм                                        | фильм                                        |
| Год         | фильм                                                | Роль                                         | Примечания                                   |
| ----------- | ---------------------------------------------------- | -------------------------------------------- | -------------------------------------------- |
| 2013        | Последние хранители                                  | Лэнс                                         |                                              |
| 2015        | Любовь и милосердие                                  | Парки Ван Дайк                               |                                              |
| Телевидение |                                                      |                                              |                                              |
| 2009 г.     | Закон и порядок: Специальное подразделение для жертв | Джастин Мактиг                               | « приглашенная звезда » (сезон 10: серия 15) |
| 2010        | Одна жизнь, чтобы жить                               | Главный танцор                               | 2 серии                                      |
| 2011        | Всемирный день игры                                  | Сам                                          | ТВ специальный                               |
| 2011        | Награды TeenNick HALO                                | Сам                                          | Премиальное шоу                              |
| 2012        | Как качать                                           | Зандер Роббинс                               | Основной состав (25 серий)                   |
| 2012        | Тряпки                                               | Чарли Принс                                  | телефильм; Главная роль                      |
| 2012        | Разберись с этим                                     | Сам                                          | Игровое шоу; Участник дискуссии (7 серий)    |
| 2012        | Красавица и Чудовище                                 | Джейк Райли (звезда подростковой поп-музыки) | « В ловушке » (сезон 1: серия 8)             |
| 2014        | Кризис                                               | Ян                                           | Основной состав                              |
| 2018        | нелепость                                            | Сам                                          | Гость (11 сезон : серия 5)                   |

## Награды и номинации
| Год  | Церемония награждения            | Категория                          | Номинант/работа | Результат |  |
| ---- | -------------------------------- | ---------------------------------- | --------------- | --------- |  |
| 2015 | Потоковые награды                | Прорыв артист                      | Himself         | Номинация |  |
| 2015 | Потоковые награды                | Оригинальная песня                 | " Габбери "     | Номинация |  |
| 2016 | Музыкальные награды Радио Дисней | Лучшая песня для синхронизации губ | " Габбери "     | Номинация |  |
| 2019 | Музыкальная премия iHeartRadio   | Лучший новый поп-исполнитель       | Himself         | Номинация |  |
| 2020 | Награды художников Азии          | Лучший поп-исполнитель             | Himself         | Победа    |  |